# 모엣 & 샹동
모엣 & 샹동(프랑스어: Moët & Chandon 모에트 & 샹동[*])은 프랑스의 포도주 회사이다. 1743년에 설립하였으며, 샴페인 돔 페리뇽이 제일 유명하다.
모엣 & 샹동은 세계 최대의 샴페인 생산업체 중 하나이자 유명한 샴페인 하우스이다. 모엣 & 샹동은 1743년 클로드 모엣에 의해 설립되었으며 현재 1,190헥타르(2,900에이커)의 포도원을 소유하고 있으며 연간 약 28,000,000병의 샴페인을 생산한다.